# Mławka (województwo warmińsko-mazurskie)
Mławka – wieś w Polsce położona w województwie warmińsko-mazurskim, w powiecie działdowskim, w gminie Iłowo-Osada.
Wieś królewska w starostwie mławskim w ziemi zawkrzeńskiej województwa płockiego w 1784 roku. W latach 1975–1998 miejscowość administracyjnie należała do województwa ciechanowskiego.
Południowa część Mławki należy do miasta Mławy.
Nieopodal wsi znajduje się zbiornik wodny – Zalew Ruda – miejsce wypoczynku i rekreacji. W Mławce mieści się Sala Królestwa Świadków Jehowy zboru w Mławie.

## Rys historyczny
Początki wsi sięgają 1413 r. Od 1578 r. była to wieś królewska, należąca do starostwa Mława. W końcu XVIII w. przeszła na własność państwa pruskiego, a po 1815 r. znalazła się ponownie w Królestwie Polskim.
W czasie okupacji niemieckiej w Mławce była filia obozu Soldau.